# Juan Luis de Nassau-Ottweiler
Juan Luis de Nassau-Ottweiler (Saarbrücken, 24 de mayo de 1625-Reichelsheim, 9 de febrero de 1690) fue el primer conde de Nassau-Ottweiler, a veces regente de otros territorios de la  Casa de  Nassau y mayor general.

## Biografía
Fue el segundo hijo de Guillermo Luis de Nassau-Saarbrücken y de Ana Amalia de Baden-Durlach. Con sus padres tuvo que huir a Metz a la edad de diez años. El padre murió en 1640. Johann Ludwig y su madre solo pudieron regresar a Saarbrücken tres años después. Anteriormente, había estudiado en la Universidad de Saumur. Entre 1644 y 1645 completó un viaje caballeroso a París.
Después de la Paz de Westfalia y la muerte de su madre en 1651, asumió el gobierno de Nassau-Saarbrücken y Nassau-Usingen y también fue el guardián de sus dos hermanos menores. En 1653, la fábrica de hierro Neunkircher, de propiedad principesca, volvió a funcionar.
Se incorporó en 1656 en un servicio militar francés y era Coronel del Regimiento de Real-Alsacia . Participó en la guerra española-francesa y fue hecho prisionero de guerra.
En 1659 la finca se divorció con sus dos hermanos. Recibió el área alrededor de Ottweiler y el reclamo de Homburg. Fue el fundador de la rama Nassau-Ottweiler, que existió hasta 1728.
Ya en el momento de su tutela y más tarde trató de devolver la regla de Homburg y el condado de Saarwerden de Lorena con la ayuda de Luis XIV. Llegó a negociaciones antes del Reichstag . Aunque a Johann Ludwig 1669 y 1670 se les concedieron los derechos soberanos de Homburg, la fortaleza de Homburg permaneció ocupada hasta el establecimiento de las deudas de guerra del Imperio en Lorena. Cuando estalló otra guerra entre Francia y Lorena, el duque Carlos IV de Lorena le dio la fortaleza Homburg a Kurtrier , que luego tuvieron que entregar a Francia.
Durante la Guerra de Holanda, la devastación también ocurrió en áreas de Johann Ludwig. Cuando Friedrich von Weilburg murió en 1675, Johann Ludwig se hizo cargo de la custodia de sus hijos. En 1677 se convirtió en senior de la Casa Nassau. La política de reunificación de Luis XIV también afectó las posesiones de Nassau. Se negó a rendir homenaje al rey francés por Ottweiler y Homburg. En cambio, renunció al gobierno y transfirió la regla en 1680 a su hijo Friedrich Ludwig. Luego fue a los países de Nassau al otro lado del Rin.
Al servicio del círculo imperial del Alto Rin en el curso de la construcción de un nuevo ejército imperial, fue en 1681 sargento general. En 1682 se convirtió en Mayor General y fue coronel y propietario de un regimiento de infantería. Todavía estaba en servicio durante la Guerra de Sucesión del Palatinado.
Murió en Reichelsheim en Wetterau, donde su regimiento se había mudado a los barrios de invierno, y fue enterrado en la iglesia protestante de Reichelsheim.

### Matrimonio e hijos
En 1649 se casó con Dorotea Catalina (1634-1715), una hija del conde Palatino Cristián I del Palatinado-Birkenfeld-Bischweiler. El matrimonio está compuesto por los siguientes ocho hijos:
- Cristián Luis (1650)
- Federico Luis (1651-1728), se casó dos veces:
  - El 28 de julio de 1680 con la Condesa Cristiana von Ahlefeldt (1659-1695), hija del conde Federico von Ahlefeldt.
  - El 27 de septiembre de 1697 con la Condesa Luisa Sofía de Hanau-Lichtenberg (1662-1751).
- Ana Catalina (1653-1731) ⚭ 1671 Juan Felipe II de Salm-Dhaun(1645-1693).
- Walrad (1656-1705).[1]
- Carlos Sigfrido (1659-1679).
- Luis (1661-1699) a la 9 de abril de 1694 Condesa Amalia Luisa von Hornes (1665-1728), hija del conde Guillermo Adriano.
- Luisa (1662-1741) permaneció soltera.
- Mauricio (1664-1666).

## Sucesión
Su hijo Federico Luis de Nassau-Ottweiler lo sucedió  en su título y al fallecer su primo 2° Carlos de Nassau-Usingen.                        